# ماركو أروب
ماركو أروب (مواليد 20 سبتمبر 1998) هو لاعب ألعاب قوى كندي متخصص في سباقات المسافات المتوسطة، حصل على الميدالية البرونزية في سباق 800 متر في بطولة العالم لألعاب القوى 2022.